# Ludvig Nielsen
Ludvig Nielsen (3. februar 1906 i Østfold – 22. april 2001 i Trondheim) var komponist, kordirigent, og domorganist i Nidarosdomen i 41 år.
Ludvig Nielsen blev født som næstyngst i en søskendeflok på otte. Nielsen blev uddannet ved musikkkonservatorierne i Oslo som elev af Arild Sandvold og i Leipzig som elev af Karl Straube (kantor ved Thomaskirken). Han var organist i Høvik kirke i perioden 1924-32, og i Ris kirke 1932-35. I årene 1935-76 var han organist og kantor i Nidarosdomen. I sin tid ved Nidarosdomen opprettede han i 1946 Nidaros Domkor, og Olavskoret, og i 25 år fra 1948 til 1973 var han dirigent for Nidarosdomens drengekor. Han regnes som initiativtager til Olavsfestdagene i 1963. 
Som organist har han spillet i Skandinavien samt England, Tyskland og Østrig.
Han komponerede mange kirkemusikværker, herunder 5 store værker for kor, soli og orkester samt talrige orgelværker, kantater og motetter. Han har udgivet 2 plader med egne værker. Som bestillingsværker har han bl.a. komponeret Koncert for orgel og orkester til Norges Musikkhøgskoles 100-årsjubileum i 1983. Han underviste ved Trondhjems Musikkskole og i nogle år også ved musiklinjen på Norges Lærerhøgskole.
Nielsen var Ridder af 1. klasse af St. Olavs Orden, ridder af Dannebrog og modtog Norsk Kulturråds musikkpris i 1976, Lindemanprisen i 1979 og Trondheim kommunes kulturpris i 1983.